# Walkiria Terradura
Walkiria Terradura (9 tháng 1 năm 1924 – 5 tháng 7 năm 2023) là một người lính kháng chiến chống phát xít Ý, cô đã được tặng thưởng Huy chương Bạc quân nhân dũng cảm.

## Tiểu sử
Bà là một trong năm người con của luật sư chống chủ nghĩa phát xít Gustavo Terradura và vợ ông là Laura; Terradura thời niên thiếu đã chứng kiến nhiều lần cha mình quấy rối và bị bỏ tù. Do thái độ khinh thường của cô đối với chế độ phát xít nên cô liên tục bị nhắc nhở ở trường học và từng bị thẩm vấn tại trụ sở cảnh sát.
Terradura học luật tại Đại học Perugia. Vào tháng 1 năm 1944, khi các đặc vụ của OVRA đột kích vào nhà cô để tìm bắt cha cô, cô đã giấu ông và sau đó họ trốn đến Monti del Burano để tham gia thành lập một tổ chức kháng chiến ở đó.

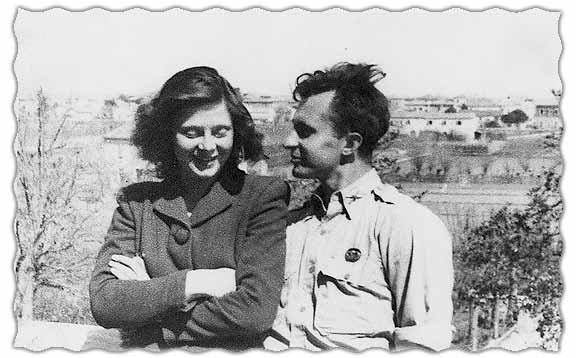
Terradura và Alphonso Thiele vào năm 1945

Họ gia nhập Lữ đoàn Garibaldi hoạt động tại tỉnh Pesaro Urbino, phục vụ trong tiểu đoàn thứ năm, dưới quyền chỉ huy của Samuele Panichi. Em gái Lionella của cô cũng tham gia cùng nhóm kháng chiến. Cô là người phụ nữ duy nhất trong đội sáu người lấy tên Settebello, Terradura được bầu chọn là trưởng nhóm. Terradura chuyên làm nhiệm vụ đặt mìn và chất nổ, đảm nhận các hoạt động phá hủy các cây cầu để cản trở việc di chuyển của quân đội phát xít Đức và phát xít Ý. Có tám lệnh bắt khác nhau nhằm vào cô, nhưng cô không bao giờ bị bắt.
Trong chiến tranh, Terradura đã gặp Alfonso Thiele, đội trưởng của Cơ quan Tình báo chiến lược, sau đó họ kết hôn và chung sống một thời gian ngắn ở Hoa Kỳ sau chiến tranh, sau đó thì trở về Ý. Cô tiếp tục hoạt động trong lĩnh vực chính trị và trong tổ chức cựu chiến binh, Hiệp hội Quốc gia của quân kháng chiến Ý.
Bà qua đời ngày 5 tháng 7 năm 2023, thọ 99 tuổi.

## Giải thưởng
Theo sắc lệnh của Tổng thống vào ngày 26 tháng 6 năm 1970, trích dẫn về lòng dũng cảm quân sự của Terradura ghi rằng:
Một người phụ nữ với tinh thần mạnh mẽ và hăng hái, cô đã tham gia vào các đội kháng chiến trong khu vực của cô dù tuổi đời còn trẻ, mang theo nhiệt huyết và sự tự tin. Trong những năm tháng đấu tranh, cô đã tham gia vào nhiều hoạt động chống lại kẻ thù được trang bị tốt, thể hiện kỹ năng dũng cảm và chủ động hiếm có. Sau khi thành công trong việc làm nổ tung một cây cầu đường bộ cùng với tiểu đội do cô chỉ huy, nhận thấy sự xuất hiện của một đơn vị địch, không hề để ý đến sự thiếu cân bằng lớn hơn giữa các lực lượng, chỉ với một người hỗ trợ, cô đã tấn công kẻ thù bằng lựu đạn, gây thiệt hại nặng nề, khiến chúng phải bỏ chạy, thu hồi phương tiện và vũ khí bị bỏ lại. Một tấm gương tiêu biểu về lòng quyết tâm, lòng dũng cảm và tinh thần yêu nước cao cả.

— Marche, ngày 4 tháng 10 năm 1943 − 27 tháng 8 năm 1944